# سابانكايا
سابانكايا هو بركان طبقي نشط يبلغ ارتفاعه 5،976 متر فوق سطح البحر يقع في بيرو حوالي 70 كم شمال غرب أريكيبا.